# لاگو (کالابریا)
لاگو (به ایتالیایی: Lago) یک کومونه در ایتالیا است که در استان کزنتزا واقع شده‌است.

## خصوصیات
لاگو ۴۹ کیلومترمربع مساحت و ۳٬۰۹۲ نفر جمعیت دارد و ۴۲۹ متر بالاتر از سطح دریا واقع شده‌است.

## خواهرخوانده
شهر هراره خواهرخواندهٔ لاگو (کالابریا) هست.